# Iván Menjivar
Iván Menjivar (La Paz, El Salvador; 30 de mayo de 1982) es un artista marcial mixto salvadoreño naturalizado canadiense que compite en la categoría de peso gallo.

## Primeros años
Menjivar nació el 30 de mayo de 1982 en el departamento de La Paz, El Salvador. Al no tener suficientes oportunidades en su país, Menjivar se mudó a Canadá (específicamente Montreal) con su familia cuando tenía 11 años. Tiene un hermano y una hermana. Comenzó a entrenar Kung-Fu cuando era niño, y eventualmente progresó a jiu-Jitsu brasileño.

## Carrera de artes marciales mixtas
Hizo su debut en MMA en 2001 y peleó hasta 2006, con un récord de 20–7. Después de ser derrotado por Bart Palaszewski en un evento de la International Fight League (IFL), se retiró. Sin embargo, cuatro años más tarde, salió de su retiro para firmar con W-1 MMA, derrotando a Aaron Miller por sumisión de estrangulamiento triangular en la primera ronda.

### World Extreme Cagefighting
En noviembre de 2010, Menjivar firmó con WEC, justo antes de su fusión con UFC.
En su debut promocional, Menjivar bajó al peso gallo y se enfrentó a Brad Pickett el 16 de diciembre de 2010 en WEC 53, el último evento de la compañía. Después de una pelea de ida y vuelta, Menjivar perdió por decisión unánime. Obtuvo una bonificación a la Pelea de la Noche.

### Ultimate Fighting Championship
El 28 de octubre de 2010, WEC se fusionó con UFC. Como parte de la fusión, todos los luchadores de WEC fueron transferidos allí.
Menjivar se enfrentó a Charlie Valencia el 30 de abril de 2011 en UFC 129. Ganó la pelea por nocaut técnico en el primer asalto, luego de romperse la nariz con un codo corto y seguir con golpes para terminar la pelea en 90 segundos.
Menjivar se enfrentó a Nick Pace el 6 de agosto de 2011 en UFC 133. La pelea se llevó a cabo con un peso pactado de 138 libras después de que Menjivar no lograra dar el peso. Ganó la pelea por decisión unánime.
Menjivar se enfrentó a John Albert el 15 de febrero de 2012 en UFC en Fuel TV 1. Ganó la pelea tras someter a Albert con un estrangulamiento trasero desnudo en la primera ronda. Su actuación le valió el premio a la Sumisión de la Noche.
Se esperaba que Menjivar se enfrentara a Renan Barão en UFC 148 el 7 de julio de 2012.  Sin embargo, Barão fue retirado de la pelea para enfrentar a Urijah Faber por el título interino de peso gallo en la misma cartelera. En cambio, Menjivar se enfrentó a Mike Easton en el evento y perdió la pelea por decisión unánime.
Menjivar se enfrentó al debutante Azamat Gashimov el 17 de noviembre de 2012 en UFC 154. Ganó la pelea vía sumisión en la primera ronda tras castigarle con el brazo.
Menjivar se enfrentó a Urijah Faber el 23 de febrero de 2013 en UFC 157. Perdió la pelea por sumisión en el primer asalto.
Se esperaba que Menjivar se enfrentara a Norifumi Yamamoto el 21 de septiembre de 2013 en UFC 165. Sin embargo, Yamamoto fue retirado de la pelea y fue reemplazado por Wilson Reis. Perdió la pelea por decisión unánime.
Menjivar se enfrentó a Hatsu Hioki el 1 de marzo de 2014 en The Ultimate Fighter: China Finale. Perdió la pelea por decisión unánime y posteriormente fue liberado de la promoción.

## Vida personal
Menjivar y su esposa tienen dos hijos. Al querer ganar más dinero del que le pagaban, equilibraba su carrera como artista marcial mixto con un trabajo de tiempo completo como conductor de autobús para el transporte público de Montreal STM.

## Récord en artes marciales mixtas
| Resultado | Récord | Oponente          | Método                      | Evento                                                    | Fecha                    | Ronda | Tiempo | Localización             | Notas |
| --------- | ------ | ----------------- | --------------------------- | --------------------------------------------------------- | ------------------------ | ----- | ------ | ------------------------ | ----- |
| Derrota   | 25–12  | Hatsu Hioki       | Decisión (unánime)          | The Ultimate Fighter China Finale: Kim vs. Hathaway       | 1 de marzo de 2014       | 3     | 5:00   | Macao                    |       |
| Derrota   | 25–11  | Wilson Reis       | Decisión (unánime)          | UFC 165                                                   | 21 de septiembre de 2013 | 3     | 5:00   | Toronto                  |       |
| Derrota   | 25–10  | Urijah Faber      | Sumisión (rear-naked choke) | UFC 157                                                   | 23 de febrero de 2013    | 1     | 4:34   | Anaheim                  |       |
| Victoria  | 25–9   | Azamat Gashimov   | Sumisión (armbar)           | UFC 154                                                   | 17 de noviembre de 2012  | 1     | 2:44   | Montreal                 |       |
| Derrota   | 24–9   | Mike Easton       | Decisión (unánime)          | UFC 148                                                   | 7 de julio de 2012       | 3     | 5:00   | Las Vegas                |       |
| Victoria  | 24–8   | John Albert       | Sumisión (rear-naked choke) | UFC on Fuel TV: Sanchez vs. Ellenberger                   | 15 de febrero de 2012    | 1     | 3:45   | Omaha                    |       |
| Victoria  | 23–8   | Nick Pace         | Decisión (unánime)          | UFC 133                                                   | 6 de agosto de 2011      | 3     | 5:00   | Filadelfia               |       |
| Victoria  | 22–8   | Charlie Valencia  | TKO (codazos y puñetazos)   | UFC 129                                                   | 30 de abril de 2011      | 1     | 1:30   | Toronto                  |       |
| Derrota   | 21–8   | Brad Pickett      | Decisión (unánime)          | WEC 53                                                    | 16 de diciembre de 2010  | 3     | 5:00   | Glendale                 |       |
| Victoria  | 21–7   | Aaron Miller      | Sumisión (triangle choke)   | W-1 MMA 5: Judgment Day                                   | 19 de junio de 2010      | 1     | 2:25   | Montreal                 |       |
| Derrota   | 20–7   | Bart Palaszewski  | Decisión (dividida)         | International Fight League: World Championship Semifinals | 2 de noviembre de 2006   | 3     | 4:00   | Portland                 |       |
| Derrota   | 20–6   | Caol Uno          | Decisión (unánime)          | Hero's 7                                                  | 9 de octubre de 2006     | 2     | 5:00   | Yokohama                 |       |
| Victoria  | 20–5   | Hideo Tokoro      | Decisión (mayoría)          | Hero's 6                                                  | 5 de agosto de 2006      | 2     | 5:00   | Tokio                    |       |
| Victoria  | 19–5   | Justin Tavernini  | Sumisión (triangle choke)   | Ultimate Cage Wars 4                                      | 27 de mayo de 2006       | 1     | N/A    | Winnipeg                 |       |
| Victoria  | 18–5   | Taiyo Nakahara    | Decisión (unánime)          | Hero's 5                                                  | 3 de mayo de 2006        | 2     | 5:00   | Tokio                    |       |
| Derrota   | 17–5   | Urijah Faber      | Descalificado               | TKO 24: Eruption                                          | 28 de enero de 2006      | 2     | 2:05   | Laval                    |       |
| Victoria  | 17–4   | Joe Lauzon        | Sumisión (calf slicer)      | APEX: Undisputed                                          | 3 de septiembre de 2005  | 1     | 3:39   | Montreal                 |       |
| Victoria  | 16–4   | Miki Shida        | Decisión (unánime)          | Pancrase: Spiral 6                                        | 31 de julio de 2005      | 3     | 5:00   | Tokio                    |       |
| Victoria  | 15–4   | Brandon Carlson   | Sumisión (rear-naked choke) | KOTC: Edmonton                                            | 16 de abril de 2005      | 1     | 0:45   | Edmonton                 |       |
| Victoria  | 14–4   | Ryan Ackerman     | TKO (golpes)                | APEX: Genesis                                             | 5 de septiembre de 2004  | 2     | 2:02   | Montreal                 |       |
| Derrota   | 13–4   | Matt Serra        | Decisión (unánime)          | UFC 48                                                    | 19 de junio de 2004      | 3     | 5:00   | Las Vegas                |       |
| Victoria  | 13–3   | Mike French       | Sumisión (armbar)           | Ultimate Generation Combat 6                              | 20 de diciembre de 2003  | 1     | 0:40   | Montreal                 |       |
| Victoria  | 12–3   | Antoine Coutu     | TKO (golpes)                | Ultimate Generation Combat 5                              | 18 de octubre de 2003    | 1     | N/A    | Montreal                 |       |
| Derrota   | 11–3   | Vítor Ribeiro     | Decisión (unánime)          | Absolute Fighting Championships 4                         | 19 de julio de 2003      | 3     | 5:00   | Fort Lauderdale          |       |
| Victoria  | 11–2   | Brandon Shuey     | Sumisión (kneebar)          | WFF 4: Civil War                                          | 4 de abril de 2003       | 1     | 0:38   | Vancouver                |       |
| Victoria  | 10–2   | Max Marin         | TKO (golpes)                | MFC: Unplugged                                            | 29 de noviembre de 2002  | 1     | 4:12   | Edmonton                 |       |
| Victoria  | 9–2    | Andy Social       | Sumisión (armbar)           | UCC Proving Ground 8                                      | 3 de noviembre de 2002   | 1     | 0:20   | Victoriaville            |       |
| Victoria  | 8–2    | Shane Rice        | TKO (golpes)                | UCC 11: The Next Level                                    | 11 de octubre de 2002    | 1     | 1:58   | Montreal                 |       |
| Victoria  | 7–2    | Jay R. Palmer     | KO (súplex)                 | UCC Hawaii: Eruption in Hawaii                            | 17 de septiembre de 2002 | 1     | 1:03   | Honolulu                 |       |
| Victoria  | 6–2    | Jeff Curran       | Decisión (unánime)          | UCC 10: Battle for the Belts 2002                         | 15 de junio de 2002      | 3     | 5:00   | Hull                     |       |
| Derrota   | 5–2    | Jason Black       | Sumisión (rear-naked choke) | UCC 8: Fast and Furious                                   | 30 de marzo de 2002      | 1     | 3:33   | Rimouski                 |       |
| Victoria  | 5–1    | Andy Lalonde      | TKO (golpes)                | UCC Proving Ground 4                                      | 9 de marzo de 2002       | 1     | 1:00   | Victoriaville            |       |
| Derrota   | 4–1    | Georges St-Pierre | TKO (golpes)                | UCC 7: Bad Boyz                                           | 25 de enero de 2002      | 1     | 4:59   | Montreal                 |       |
| Victoria  | 4–0    | Dany Ward         | KO (patada en la cabeza)    | UCC Proving Ground 2                                      | 16 de diciembre de 2001  | 1     | 1:05   | Saint-Jean-sur-Richelieu |       |
| Victoria  | 3–0    | Francois Flibotte | Sumisión (rear-naked choke) | UCC Proving Ground 1                                      | 28 de octubre de 2001    | 1     | 1:24   | Saint-Jean-sur-Richelieu |       |
| Victoria  | 2–0    | J.F. Bolduc       | Decisión (dividida)         | UCC 4: Return Of The Super Strikers                       | 12 de mayo de 2001       | 1     | 10:00  | Sherbrooke               |       |
| Victoria  | 1–0    | David Guigui      | TKO (golpes)                | UCC 3: Battle for the Belts                               | 27 de enero de 2001      | 1     | 7:54   | Sherbrooke               |       |